# 宁夏哈纳斯篮球俱乐部
宁夏哈纳斯篮球俱乐部曾经是中国全国男子篮球联赛（NBL）的一只参赛球队，2009年2月成立，由宁夏哈纳斯新能源集团于发起建立，2011年解散。
2009年，宁夏哈纳斯队未能通过小组赛。2010年，资格赛仅列第6名。均未能进入后期的主客场比赛。为提高成绩，俱乐部邀请名帅张德贵入主球队，执掌帅印，引进前八一队（CBA）球员姚锴夫,之后又签下了董俊江等多名球员。
2011年，球队首先在晋级赛取得第一名，然后在A组常规赛排名第5名，季后赛首轮负于当年冠军江苏同曦。但赛季结束后，俱乐部宣布解散。